# Wildflower Wildfire
«Wildflower Wildfire» (с англ. — «Полевые цветы, пламя») — песня американской певицы Ланы Дель Рей с восьмого альбома Blue Banisters. Издана как сингл вместе с «Text Book» и «Blue Banisters» 20 мая 2021 года. Написана в соавторстве с продюсером трека Майком Дином, а также Сейджем Сколфилдом и Шоном Солимаром.

## Предыстория и выпуск
На протяжении трёх лет Дель Рей сотрудничала в основном с продюсером Джеком Антоноффом, с которыми они записали Norman Fucking Rockwell! (2019) и Chemtrails Over the Country Club. Первый ознаменовался отходом Ланы от прежнего стиля, а второй — «тематическим продолжением» первого. Лейблы Interscope и Polydor издали Chemtrails 19 марта 2021 года, и на следующий день Дель Рей объявила название следующей пластинки — Rock Candy Sweet, впоследствии изменённое на Blue Banisters. В начале мая Майк Дин, «рэп-продюсер со стажем», известный по работе с Канье Уэстом и Бейонсе, сообщил, что записывается с Дель Рей.
19 мая стало известно, что Дин и его ассистенты Сейдж Сколфилд и Шон Солимар — соавторы «Wildflower Wildfire». Источник также указал 20 мая как дату выхода сразу трёх синглов с альбома, включая «Text Book» и «Blue Banisters». Позднее Дин пообещал поделиться отрывком трека, если хештег #WildflowerWildfireSnippet выйдет в тренды Twitter. Спустя несколько часов он выложил 7-секундный отрывок в аккаунте TikTok, и тогда же поделился расширенным отрывком в Instagram. В пресс-релизе, обнародованном Pitchfork, «Wildflower Wildfire» и два других трека заявлены как «песни-приманки с восьмого альбома» Дель Рей. Певица заранее не объявляла о выходе треков, сделав лишь один пост в Instagram после релиза, который впоследствии был удалён; в качестве обложки для всех трёх песен она использовала селфи, впервые опубликованное в Instagram 20 августа 2020 года, в разных обработках.

## Музыкальный стиль и критика
В Stereogum отметили, что песня сохранила мечтательное и минималистичное звучание работ, записанных с Антоноффом. Дель Рей поёт в низком регистре, ей аккомпанирует пианино, и лишь в бридже появляются ударные со «звуками хруста». В издании трек причислили к «дельреевским», но отметили отход от прежнего звучания. В тексте певица называет себя «полевым цветком» и говорит о своём трудном детстве, в частности о непростых отношениях с матерью («разрушительный пожар»): «Мой отец никогда не вмешивался, / Когда его жена срывала гнев на мне / Поэтому я выросла неловкой, но милой, / Позже, чем в больницах, и всё ещё на ногах». Ранее Дель Рей подчёркивала, что День матери «сложен [для неё] по многим причинам: эмоциональные травмы, разочарования в том, что не стала матерью, разногласия с кровной матерью» Патрицией Энн Хилл. В Nylon заметили, что Лана редко говорила о матери, «и теперь ясно почему, если у них такие натянутые отношения»; в стихотворении «LA Who Am I to Love You» Дель Рей упомянула: «У меня никогда не было матери», а своей «матерью во всех жизнях — и этой тоже» она называет некую Кэндес. В строчке «Комфортно онемевшая, но с литием пришла поэзия» певица отсылает к песням «Comfortably Numb» (1979) Pink Floyd и «Lithium» (1992) Nirvana. Кроме того, карбонат лития используется в лекарствах для лечения психических заболеваний, чаще всего биполярного расстройства и депрессии.

## Список композиций
| №  | Название              | Автор(ы)                                             | Продюсер(ы) | Длительность |
| -- | --------------------- | ---------------------------------------------------- | ----------- | ------------ |
| 1. | «Wildflower Wildfire» | Лана Дель Рей, Майк Дин, Сейдж Сколфилд, Шон Солимар | Дин         | 4:46         |

## Участники записи
Данные адаптированы с Tidal.
- Лана Дель Рей — автор песни, вокал
- Майк Дин — продюсер, автор песни, клавишные, сведение, мастеринг
- Сейдж Сколфилд — автор песни, ассистент звукоинженера
- Шон Солимар — автор песни, ассистент звукоинженера